# 武広旅客専用線
武広旅客専用線（ぶこうりょかくせんようせん、中文表記: 武广客运专线）は中華人民共和国湖北省武漢市と広東省広州市を結ぶ旅客専用の高速鉄道路線。営業距離は武漢 - 広州南間の968km。
中国の高速列車である中国鉄路高速(China Railway High-speed,CRH)の列車が運行されており、日本の川崎重工業車両カンパニー製新幹線E2系電車の技術を基にしたCRH2Cとドイツのシーメンス社製ヴェラロの技術を基にしたCRH3Cが投入されている。2010年10月現在、営業最高速度350km/h（ノンストップの列車は平均速度313km/h）は海外技術の全面的な導入ながら、滬杭旅客専用線とともに世界の高速鉄道の中で最速となっている。
武広旅客専用線は総延長2,100kmの中国を縦断する京港旅客専用線の一部分となる区間で、京石旅客専用線（北京- 石家荘間）、石武旅客専用線（石家荘-武漢間）の両線は2012年12月26日に開業し直通運転が開始された。

## 車両
最高速度350km/hで運転が行われており、列車はそれぞれ8両編成を2編成併結し16両編成で運転が行われている。使用されている車両はCRH380A、CRH380B、およびそれらの16両固定編成版であるCRH380AL、CRH380BL等。

### 開業時
旅客定員は2編成併結時でCRH3Cが1,114名、CRH2Cが1,220名となっている。車両は日本(CRH2C)とドイツ(CRH3C)それぞれの技術を用いて中国で製造された。

## 路線
着工は2005年6月23日で、総工費1166億元が投じられた。広州-武漢間は、この路線ができる前は11時間を要しており、最速の列車で3時間。途中駅に停車する便でも、4時間半を切ることを目標に建設された。968kmの区間のうち、468kmは橋梁区間で177kmはトンネル区間で、橋梁、トンネル区間が全体の3分の2を占めており、684箇所の橋梁、226箇所のトンネルが含まれる。トンネル断面積は100m2である。信号システムにはETCSをベースとしたCTCSが採用されている。電化方式は交流電化25kV50Hz、勾配は最大20‰である。
2009年12月26日、武漢 - 広州北間が正式開業。翌月2010年1月30日に、広州南駅まで延伸し全線開業となった。開業当初は一部の駅が未成のままであったが、楽昌東駅が2017年5月1日に開業し、当初計画された18箇所の駅は全て開業となった。
2009年12月9日には試験走行で最高速度394.2km/hを記録し、広州南 - 武漢間を2時間55分で走破している。今後、中国で計画されている42路線の高速旅客専用線の一路線とされ他の路線の建設も進められる。
2012年12月26日の京石旅客専用線、石武旅客専用線の全線開通に伴い、北京西から広州南まで直通運転が可能となり、最長距離となる北京西(2298km)や西安、太原、新規開業区間の各都市へ高速動車の運行が開始された。2018年現在の最速列車による所要時間は、北京西-広州南（G66次）8時間0分、武漢 - 広州南（G80次、他）3時間38分。

## 運行形態
最初の営業列車は武漢を2009年12月26日午前9時に出発し、3時間で目的地に到達している。旅客専用線開業前の列車では10時間半を要していた。
27往復の運行がされ、2往復は武漢 - 長沙南、5往復は長沙南 - 広州北、21往復は武漢 - 広州北の全区間の運行となる。全区間運行の列車はノンストップとなり、922km(現在開業中の武漢 - 広州北間)を南行きは2時間57分、北行きは2時間58分で走破する。平均時速は313km/hとなり、TGVが保持していた世界最速記録であるLGV東ヨーロッパ線ロレーヌ-TGV駅 - シャンパーニュTGV駅間での279km/hを破っている。広州南駅は2010年1月30日に開業され、運行区間が延伸された。
2018年現在、武漢-広州南の全区間を走る列車は63.5往復（南行63本/北行62本。夜行列車など武漢を通過扱いとする列車を除く）。長沙南 - 広州南に限れば南行106本/北行108本（長沙南通過列車を除く）が最短5分間隔で走行する大動脈に成長している。

## 運賃・料金
2等車の料金はキロ当たり0.46元となっており、1等車はそれより60％高くなっている。CRH3で利用出来る特等車は2等車より80%高くなっている。他の中国の一般的な列車はキロあたり0.0011722元であるのに比べると高額な料金体系となっている。武漢 - 広州北駅間の料金は1等780人民元、2等490人民元と一般列車の68元（硬座）に比べると10倍以上とその高額さが目立つ。高速鉄道の登場により航空会社も割安な料金設定や、専用手荷物検査窓口を設けたシャトル便を運行し対抗している。

## 駅一覧
| 駅名       | 駅名         | 駅名            | 駅間 距離 (km) | 累計距離 (km) | 累計距離 (km) | 接続路線 | 所在地         | 所在地         | 所在地         |
| 日本語     | 簡体字中国語 | 英語            | 駅間 距離 (km) | 武漢 起点     | 北京西 起点   | 接続路線 | 所在地         | 所在地         | 所在地         |
| ---------- | ------------ | --------------- | -------------- | ------------- | ------------- | --- | -------------- | -------------- | -------------- |
| 横店東駅   | 横店东站     | Hengdian East   | 25             | -25           | 1164.0        | ■合武線 | 石武旅客専用線 | 石武旅客専用線 | 石武旅客専用線 |
| 武漢駅     | 武汉站       | Wuhan           | 0.0            | 0.0           | 1189.0        | ■石武旅客専用線 ■漢宜線 （連絡線経由） ■武九旅客専用線 ■武九線 ■武漢地下鉄4号線 ■武漢地下鉄5号線 ■武漢地下鉄10号線       | 湖北省         | 武漢市         | 青山区         |
| 烏竜泉東駅 | 乌龙泉东站   | Wulongquan East | 48.0           | 48.0          | 1237.0        | 待避駅（旅客の取扱いなし）                                                                                               | 湖北省         | 武漢市         | 江夏区         |
| 咸寧北駅   | 咸宁北站     | Xianning North  | 38.0           | 86.0          | 1275.0        | | 湖北省         | 咸寧市         | 咸安区         |
| 赤壁北駅   | 赤壁北站     | Chibi North     | 43.0           | 129.0         | 1318.0        | | 湖北省         | 咸寧市         | 赤壁市         |
| 岳陽東駅   | 岳阳东站     | Yueyang East    | 85.0           | 214.0         | 1403.0        | | 湖南省         | 岳陽市         | 岳陽楼区       |
| 汨羅東駅   | 汨罗东站     | Miluo East      | 70.0           | 284.0         | 1473.0        | | 湖南省         | 岳陽市         | 汨羅市         |
| 長沙南駅   | 长沙南站     | Changsha South  | 99.0           | 383.0         | 1572.0        | ■滬昆旅客専用線 ■長沙地下鉄2号線 ■長沙地下鉄4号線                                                                        | 湖南省         | 長沙市         | 雨花区         |
| 株洲西駅   | 株洲西站     | Zhuzhou West    | 41.0           | 424.0         | 1613.0        | ■長株潭城軌易株段 | 湖南省         | 株洲市         | 天元区         |
| 衡山西駅   | 衡山西站     | Hengshan West   | 67.0           | 491.0         | 1680.0        | | 湖南省         | 衡陽市         | 衡山県         |
| 衡陽東駅   | 衡阳东站     | Hengyang East   | 42.0           | 533.0         | 1722.0        | ■湘桂線 | 湖南省         | 衡陽市         | 珠暉区         |
| 耒陽西駅   | 耒阳西站     | Leiyang West    | 55.0           | 588.0         | 1777.0        | | 湖南省         | 衡陽市         | 耒陽市         |
| 郴州西駅   | 郴州西站     | Chenzhou West   | 78.0           | 666.0         | 1855.0        | | 湖南省         | 郴州市         | 北湖区         |
| 楽昌東駅   | 乐昌东站     | Lechang East    | 89.0           | 755.0         | 1944.0        | | 広東省         | 韶関市         | 楽昌市         |
| 韶関駅     | 韶关站       | Shaoguan        | 44.0           | 799.0         | 1988.0        | | 広東省         | 韶関市         | 武江区         |
| 英徳西駅   | 英德西站     | Yingde West     | 73.0           | 872.0         | 2061.0        | | 広東省         | 清遠市         | 英徳市         |
| 清遠駅     | 清远站       | Qingyuan        | 44.0           | 916.0         | 2105.0        | | 広東省         | 清遠市         | 清城区         |
| 広州北駅   | 广州北站     | Guangzhou North | 64.0           | 980.0         | 2169.0        | ■広州地下鉄9号線 | 広東省         | 広州市         | 花都区         |
| 広州南駅   | 广州南站     | Guangzhou South | 49.0           | 1029.0        | 2218.0        | ■広深港高速鉄道 ■貴広旅客専用線 ■南広線 ■広珠城際線 ■広州地下鉄2号線 ■広州地下鉄7号線 ■広州地下鉄22号線 ■仏山地下鉄2号線 | 広東省         | 広州市         | 番禺区         |